# Peccato mortale (film)
Peccato mortale (No encontré rosas para mi madre) è un film del 1973 diretto da Francisco Rovira Beleta.